# Section 25
Section 25 es una banda inglesa post-punk y de synthpop, formada en Blackpool, Lancashire, a finales de los años 1970, en plena época punk y new wave en la música, por los hermanos Larry y Vin Cassidy. Pasó por épocas de cambios de estilo musical, como del rock post-punk al synthpop, y también de integrantes, incluso separándose en una ocasión. El grupo se separó a finales de la década de 1980 para regresar en 2000. La banda continúa junta después de la muerte del líder, cantante y bajista Larry Cassidy, ocurrida en 2010, y desde ese entonces Bethany Cassidy, hija de él y de la otra miembro y cantante de la banda Jenny Cassidy (fallecida en 2004), y además tecladista del grupo, es completamente su cantante, ya que antes de la muerte de Larry, ambos compartían el rol de cantantes. Otros miembros actuales son Vin Cassidy, miembro fundador y hermano de Larry y tío de Bethany, en la batería, Steve Stringer en la guitarra y Stuart Hill en el bajo.

## Discografía

### Álbumes
- Always Now (1981)
- The Key Of Dreams (1982)
- From The Hip (1984)
- Love & Hate (1988)
- Part Primitiv
- Nature & Degree
- Retrofit

### Sencillos
- Girls Don't Count (1980)
- Charnel Ground (1980)
- Je Veux Ton Amour (1981)
- The Beast (1982)
- Back To Wonder (1983)
- Looking From a Hilltop (1984)
- Crazy Dancing
- Crazy Wisdom (1985)
- Bad News Week (1987)

- Datos: Q1459405